# Thomas Bryntesson
Thomas Bryntesson, född 16 februari 1996, är en rallycrossförare från Töcksfors i Värmland som har stora framgångar i den internationella RX Lite-klassen. Under 2015  slutade han trea i VM-serien.
Bryntesson har även haft många fina placeringar i Norgescupen och har tidigare även tävlat i gokart. 2012 vann han Rotax Max Challenge och körde världsfinal i Portugal. 2013 han återigen Rotax Max Challenge och körde världsfinal i USA.
Thomas Bryntesson är även en duktig skidåkare och har studerat vid skidgymnasiet Stjerneskolan i Torsby.